# Municipio de Newton (Carolina del Norte)
El municipio de Newton (en inglés: Newton Township) es un municipio ubicado en el  condado de Catawba en el estado estadounidense de Carolina del Norte. En el año 2010 tenía una población de 32.264 habitantes.

## Geografía
El municipio de Newton se encuentra ubicado en las coordenadas 35°39′33.48″N 81°13′22.29″O / 35.6593000, -81.2228583.